# نادي العروبة (سوريا)
نادي العروبة الرياضي هو نادي كرة قدم سوري من مدينة حلب. تم تأسيس النادي عام 1923. يلعب مبارياته على ملعب رعاية الشباب. نادي العروبة يتكون من اتحاد أندية أسسها الأرمن في سوريا: نادي العهد الجديد, نادي الاستقلال, نادي المشعل.